# Istanbul (Not Constantinople)
Pour les articles homonymes, voir Istanbul (homonymie).

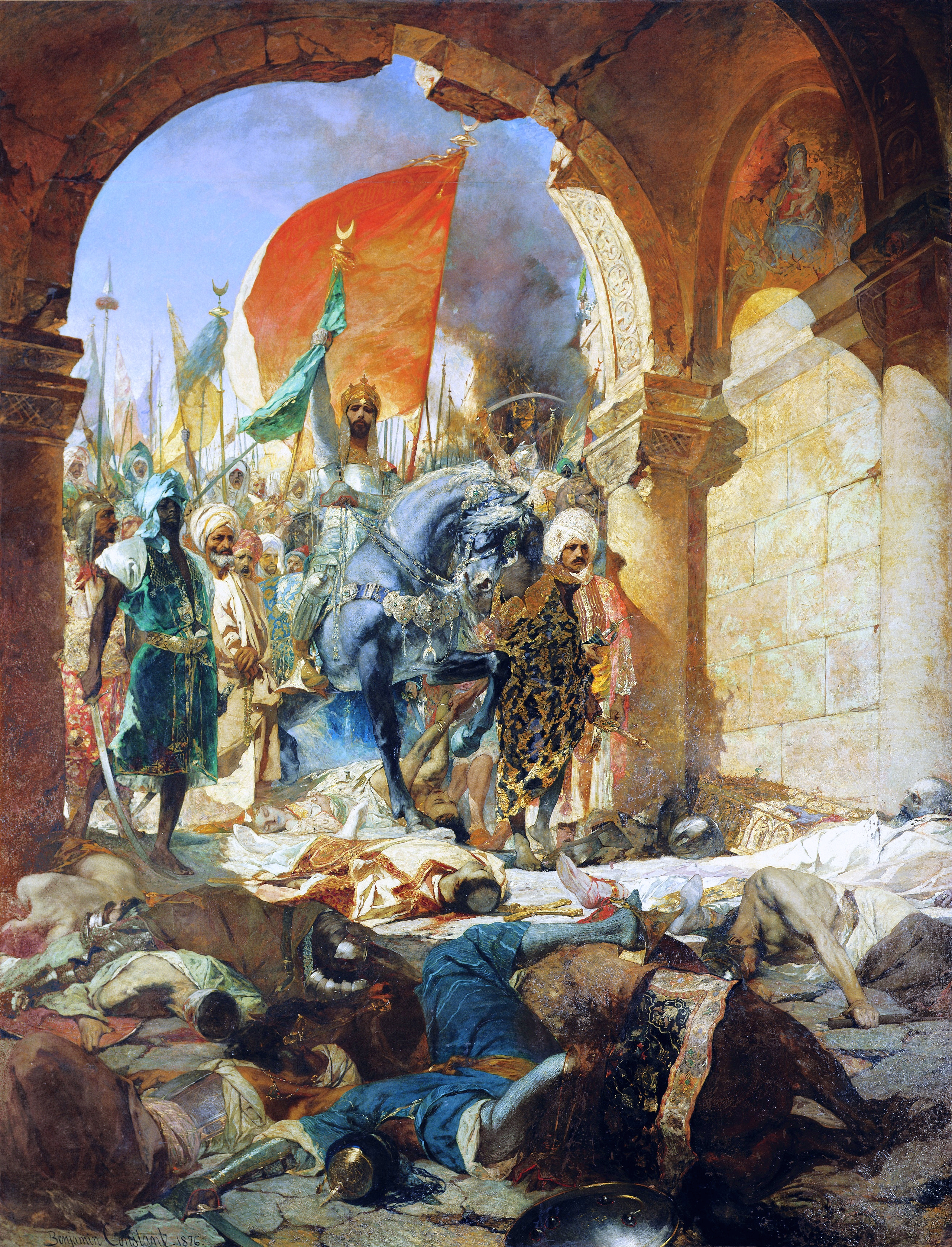
Entrée du Sultan Mehmed II à Constantinople (1453), tableau de Benjamin-Constant daté de 1876

Istanbul (Not Constantinople) est une chanson de 1953, écrite par Jimmy Kennedy et composée par Nat Simon. Elle a été écrite à l'occasion du 500e anniversaire de la chute de Constantinople, prise par l'empire ottoman. Les paroles font référence de manière humoristique au changement de nom officiel de la ville de Constantinople en Istanbul. La version originale de la chanson, alors interprétée par The Four Lads, a été certifiée disque d'or. De nombreuses reprises ont été enregistrées au fil des années, la plus célèbre étant une version rock de 1990 de They Might Be Giants.

## Influences musicales
L'historien spécialiste du jazz Will Friedwald a mentionné que la chanson est une réponse à « C-O-N-S-T-A-N-T-I-N-O-P-L-E », écrite par Harry Carlton et enregistrée par Paul Whiteman et son orchestre en 1928.

## Version originale de The Four Lads
« Istanbul (Not Constantinople) » a été initialement enregistré par le quatuor vocal canadien The Four Lads le 12 août 1953. Cet enregistrement a été publié par Columbia Records sous le numéro de catalogue 40082. Il a atteint pour la première fois les charts du magazine Billboard le 24 octobre 1953 culminant alors à la 10e place. Ce fut le premier disque d'or du groupe,.

## Reprises

### Frankie Vaughan
En 1954, la version de Frankie Vaughan pour HMV a atteint les charts britanniques arrivant à la 11e place.

### Col Joye's Joy Boys
Le groupe de Col Joye a enregistré une version instrumentale sous le label de Festival Records, qui est arrivée en novembre 1960 au 16e rang selon l'ancienne marque des ARIA Charts et finissant au 95e rang du classement à la fin de l'année 1961.

### Big Muffin Serious Band
Big Muffin Serious Band, un groupe de Nouvelle-Zélande dont les performances musicales sont basées sur le ukulélé a sorti une reprise de leur LP intitulé « Jabberwocky Goes To Town » en 1987.

### They Might Be Giants
L'une des versions les plus connues de la chanson est la reprise du groupe de rock alternatif They Might Be Giants (TMBG), qui l'a publiée sur leur album Flood de 1990. La version de TMBG est à un tempo plus rapide que l'original. Le clip a été présenté dans la première saison de l'émission Liquid Television de MTV. Cette version de la chanson figure en bonne place dans l'épisode "Tiny Toon Music Television" de Tiny Toon Adventures, comme bande originale d'un segment mettant en vedette Plucky Duck en tant que détective privé engagé pour retrouver une statue disparue. Elle a également été utilisé comme thème principal dans le thriller Black Magic de 1992 avec Judge Reinhold. Elle est aussi apparue plus tard dans la première saison de la série Netflix The Umbrella Academy, ainsi que dans la fin d'un épisode des Simpsons, "Mobile Homer". La chason a atteint la 61e place du UK Singles Chart en 1990 . TMBG a par la suite enregistré une version électronique de la chanson pour leur album de compilation de 2011, Album Raises New and Troubling Questions.

### The Sacados
Une version en espagnol intitulée "Estambul" a été enregistrée par le trio argentin de synthpop The Sacados en 1990. La chanson a été incluse sur leur premier album "Te pido + respeto" qui est sorti la même année.

### Bart & Baker
Le duo electro Swing Bart & Baker a repris la chanson de leur album "The Jet Lag EP" (2012). Une autre version intitulée "Istanbul 2016" a elle aussi été incluse dans leur album "Best Of Electro Swing By Bart & Baker" (2016).

### Bette Midler
Bette Midler a interprété la chanson dans le cadre de son émission spéciale de 1976 pour Home Box Office, "Live at Last". Cette reprise apparaît sur l'album portant même nom.

### PJ Harvey
PJ Harvey a utilisé une boucle de la chanson comme source d'inspiration pour la chanson titre de son album Let England Shake. Sa sortie Let England Shake – Demos a révélé que l'enregistrement original de The Four Lads était utilisé comme lit sonore constant sous Let England Shake avec PJ Harvey chantant les paroles de la chanson à la fin,.

### Reprises en direct
Les Doox of Yale, un groupe a cappella de l'Université de Yale, interprètent la chanson à la fin de la plupart de leurs concerts. La chanson est dans le répertoire du groupe depuis 1953 (époque où ils étaient alors connus sous le nom de « The Duke's Men »).
Durant les années 2000, la chanson a été interprétée en direct par le groupe australien de jazz manouche Monsieur Camembert, apparaissant sur l'album Live on Stage.